# Maurice Barrier
Maurice Barrier (Malicorne-sur-Sarthe, 1932. június 8. – Montbard, 2020. április 12.) francia színész.

## Fontosabb filmjei
- XIV. Lajos hatalomra jutása (La prise de pouvoir par Louis XIV) (1966, tv-film)
- Egy válás meglepetései (Les mariés de l’an deux) (1971)
- Magas szőke férfi felemás cipőben (Le Grand Blond avec une chaussure noire) (1972)
- Le gang des otages (1973)
- Két férfi a városban (Deux hommes dans la ville) (1973)
- Üdv a művésznek (Salut l’artiste) (1973)
- Zsaru-történet (Flic story) (1975)
- A cigány (Le gitan) (1975)
- Les cinq dernières minutes (tv-sorozat, 1975–1990, három epizódban)
- Fekete-fehér színesben (La victoire en chantant) (1976)
- Pierrot és bandája (Le gang) (1977)
- Csatár a pácban (Coup de tête) (1979)
- Martin Guerre visszatér (Le retour de Martin Guerre) (1982)
- A kívülálló (Le marginal) (1983)
- És a hajó megy (E la nave va) (1983)
- Balekok (Les compères) (1983)
- A betörés nagymestere (Les spécialistes) (1985)
- Egy nő vagy kettő (Une femme ou deux) (1985)
- On ne meurt que deux fois (1985)
- Négybalkezes (Les fugitifs) (1986)
- Charlie Dingo (1987)
- Az élet és semmi más (La vie et rien d’autre) (1989)
- Louis, enfant roi (1993)
- La femme dangereuse (1995, tv-film)
- Svéd gyufa (Les allumettes suédoises) (1996)
- Tetthely (Tatort) (tv-sorozat, 1996, egy epizódban)
- Doktor Nagyfőnök (Le grand patron) (tv-sorozat, 2002, egy epizódban)
- A helyettesítő tanár (L’instit) (tv-sorozat, 2004, egy epizódban)
- Marié(s) ou presque (2008)